# Аксидент (Мериленд)
Аксидент (енгл. Accident) град је у америчкој савезној држави Мериленд.

## Демографија
По попису из 2010. године број становника је 325, што је 28 (-7,9%) становника мање него 2000. године.
| Група             | 2000.       | 2010.       |
| Белци             | 352 (99,7%) | 318 (97,8%) |
| Афроамериканци    | 0 (0,0%)    | 0 (0,0%)    |
| Азијати           | 0 (0,0%)    | 1 (0,3%)    |
| Хиспаноамериканци | 0 (0,0%)    | 2 (0,6%)    |
| Укупно            | 353         | 325         |